# Coelichneumon sinister
Coelichneumon sinister là một loài tò vò trong họ Ichneumonidae.